# Ивановка (Кривой Рог)
Ивановка (Салтыковка, Салтыкова, Салтыково) — бывшее село, исторический район в Ингулецком районе города Кривой Рог.

## История
Возникло в средине XIX века.
В 1859 году здесь насчитывался 51 двор и 258 жителей.
Сейчас на месте бывшего села возник жилмассив ЮГОКа.